# Fass (ort)
Fass är en ort i Gambia. Den ligger i regionen Central River, i den nordöstra delen av landet, 170 km öster om huvudstaden Banjul. Antalet invånare var 927 vid folkräkningen 2013.